# Proelautobius dentatus
Proelautobius dentatus is een keversoort uit de familie Rhynchitidae. De wetenschappelijke naam van de soort is voor het eerst geldig gepubliceerd in 1953 door Voss.